# Twenty20 Cup 2019
Der Twenty20 Cup 2019 (aus Sponsoringgründen als Vitality Blast bezeichnet, oft auch nur T20 Blast) war die 17. Saison der englischen Twenty20-Meisterschaft, die vom 18. Juli bis zum 21. September 2019 ausgetragen wurde. Im Finale konnten sich die Essex Eagles gegen die Worcestershire Rapids mit 34 Runs durchsetzen.

## Format
Die 18 First-Class-Counties wurden nach regionalen Gesichtspunkten in zwei Gruppen mit jeweils neun Mannschaften aufgeteilt. In dieser Gruppenphase spielte jede Mannschaft einer Gruppe jeweils zweimal gegen sechs andere und einmal gegen die beiden verbliebenen Teams. Nach dessen Abschluss qualifizierten sich die ersten vier einer Gruppe für die Viertelfinale. Die Halbfinale wurden dann zusammen mit dem Finale, vermarktet als Finals Day, an einem Tag in Birmingham ausgetragen.

## Gruppenphase

### North Group
| North Group                 | Sp. | S | N | U | NR | P  | NRR    |
| --------------------------- | --- | - | - | - | -- | -- | ------ |
| Lancashire Lightning        | 14  | 8 | 2 | 0 | 4  | 20 | +0.755 |
| Nottinghamshire Outlaws     | 14  | 6 | 4 | 0 | 4  | 16 | +0.336 |
| Derbyshire Falcons          | 14  | 7 | 5 | 0 | 2  | 16 | +0.022 |
| Worcestershire Rapids       | 14  | 6 | 5 | 0 | 3  | 15 | +0.205 |
| Yorkshire Vikings           | 14  | 4 | 5 | 1 | 4  | 13 | +0.339 |
| Durham Jets                 | 14  | 5 | 7 | 0 | 2  | 12 | −0.049 |
| Northamptonshire Steelbacks | 14  | 4 | 6 | 0 | 4  | 12 | −0.543 |
| Birmingham Bears            | 14  | 4 | 7 | 1 | 2  | 11 | −0.467 |
| Leicestershire Foxes        | 14  | 4 | 7 | 0 | 3  | 11 | −0.471 |

### South Group
Tabelle
| South Group     | Sp. | S | N | U | NR | P  | NRR    |
| --------------- | --- | - | - | - | -- | -- | ------ |
| Sussex Sharks   | 14  | 8 | 3 | 1 | 2  | 19 | +0.216 |
| Gloucestershire | 14  | 7 | 3 | 1 | 3  | 18 | +0.021 |
| Middlesex       | 14  | 7 | 6 | 0 | 1  | 15 | −1.381 |
| Essex Eagles    | 14  | 5 | 4 | 1 | 4  | 15 | ±0.000 |
| Kent Spitfires  | 14  | 6 | 6 | 0 | 2  | 14 | +0.242 |
| Somerset        | 14  | 6 | 7 | 0 | 1  | 13 | −0.246 |
| Hampshire       | 14  | 5 | 6 | 1 | 2  | 13 | −0.464 |
| Surrey          | 14  | 5 | 7 | 1 | 1  | 12 | +0.448 |
| Glamorgan       | 14  | 1 | 8 | 1 | 4  | 7  | +0.803 |

## Playoffs

### Viertelfinale
| 4. September Scorecard | Chester-le-Street | Lancashire Lightning 159-5 (20)    | – | Essex Eagles 165-4 (19.2) |
|                        |                   | Essex Eagles gewinnt mit 6 Wickets |   |                           |

| 5. September Scorecard | Nottingham | Middlesex 160-8 (20)                           | – | Nottinghamshire Outlaws 165-0 (16.2) |
|                        |            | Nottinghamshire Outlaws gewinnt mit 10 Wickets |   |                                      |

| 6. September Scorecard | Hove | Sussex Sharks 184-6 (20)                    | – | Worcestershire Rapids 187-2 (17.4) |
|                        |      | Worcestershire Rapids gewinnt mit 8 Wickets |   |                                    |

| 7. September Scorecard | Bristol | Gloucestershire 135-7 (20)               | – | Derbyshire Falcons 137-3 (17.1) |
|                        |         | Derbyshire Falcons gewniit mit 7 Wickets |   |                                 |

### Halbfinale
| 21. September Scorecard | Birmingham | Worcestershire Rapids 147-9 (20)        | – | Nottinghamshire Outlaws 146-5 (20) |
|                         |            | Worcestershire Rapids gewinnt mit 1 Run |   |                                    |

| 21. September Scorecard | Birmingham | Essex Eagles 160-5 (20)          | – | Derbyshire Falcons 126 (18.4) |
|                         |            | Essex Eagles gewinnt mit 34 Runs |   |                               |

### Finale
| 21. September Scorecard | Birmingham | Worcestershire Rapids 145-9 (20)   | – | Essex Eagles 148-6 (20) |
|                         |            | Essex Eagles gewinnt mit 4 Wickets |   |                         |